# Balaenophilus unisetus
Balaenophilus unisetus is een eenoogkreeftjessoort uit de familie van de Balaenophilidae. De wetenschappelijke naam van de soort is voor het eerst geldig gepubliceerd in 1879 door Aurivillius.